# Даггетт (округ, Юта)
Шаблон:StateAbbr_ 40°53′ пн. ш. 109°31′ зх. д. / 40.89° пн. ш. 109.51° зх. д.
Округ Даггетт (англ. Daggett County) — округ (графство) у штаті Юта, США. Ідентифікатор округу 49009.

## Історія
Округ утворений 1918 року.

## Демографія
За даними перепису 2000 року загальне населення округу становило 921 осіб, усе сільське. Серед мешканців округу чоловіків було 512, а жінок — 409. В окрузі було 340 домогосподарств, 240 родин, які мешкали в 1084 будинках. Середній розмір родини становив 3,02.
Віковий розподіл населення поданий у таблиці:
| Стать    | До 15 років | 15-21 | 22-29 | 30-39 | 40-49 | 50-65 | 65-85 | Понад 85 |
| -------- | ----------- | ----- | ----- | ----- | ----- | ----- | ----- | -------- |
| Чоловіки | 83          | 45    | 64    | 65    | 90    | 93    | 66    | 6        |
| Жінки    | 87          | 44    | 42    | 46    | 55    | 83    | 48    | 4        |

## Суміжні округи
- Світвотер, Вайомінг — північ
- Моффат, Колорадо — схід
- Юїнта — південь
- Дюшен — південний захід
- Самміт — захід